# Bandera de Icod de los Vinos

Bandera de Icod de los Vinos

La bandera de Icod de los Vinos, aprobada el 22 de abril de 2002, está compuesta por tres franjas verticales de igual tamaño, las de los extremos rojo granate y la central blanca.
El color granate representa la savia del drago, el árbol emblemático del municipio, mientras el blanco simboliza las nieves del Teide.